# Brookiet
Het mineraal brookiet is een titanium-oxide met de chemische formule TiO2. 

## Eigenschappen
Het kristalstelsel van brookiet is orthorombisch. Het is een oranje tot bruin mineraal met een hardheid van 5,5 tot 6 en een gemiddelde dichtheid van 4,11. Het is niet radioactief.

## Naamgeving
Brookiet is vernoemd naar Henry James Brooke (1771-1857), een Brits mineraloog.

## Voorkomen
Brookiet wordt onder andere gevonden in Hot Springs, Arkansas, VS. Andere TiO2-mineralen zijn rutiel en anataas.